# USS Texas (BB-35)
O USS Texas é um couraçado que foi operado pela Marinha dos Estados Unidos e a segunda e última embarcação da Classe New York, depois do USS New York. Sua construção começou em abril de 1911 nos estaleiros da Newport News Shipbuilding e foi lançado ao mar em maio do ano seguinte, sendo comissionado em março de 1914. É armado com uma bateria principal composta por dez canhões de 356 milímetros montados em cinco torres de artilharia duplas, tinha um deslocamento carregado de mais de trinta mil toneladas e conseguia alcançar uma velocidade de 21 nós.
O Texas operou na Costa Leste em seus primeiros anos de carreira. Os Estados Unidos entraram na Primeira Guerra Mundial em 1917 e o navio foi enviado para reforçar a Grande Frota britânica, mas nunca entrou em combate. O navio teve uma carreira tranquila no período entreguerras que envolveu principalmente exercícios de treinamento de rotina com o resto da frota. Ele passou por uma grande modernização entre 1925 e 1926 que envolveu a substituição de seus mastros, reformulação de seus armamentos, adição de protoberâncias antitorpedo, entre outras mudanças.
Os Estados Unidos entraram na Segunda Guerra Mundial no final de 1941 e o Texas inicialmente escoltou comboios mercantes pelo Oceano Atlântico. O couraçado depois disso foi usado principalmente em operações de bombardeios litorâneos na invasão do Norte da África em 1942, nos desembarques da Normandia e invasão do Sul da França na Europa em 1944. Foi então transferido para a Guerra do Pacífico e desempenhou as mesmas funções de bombardeio nas batalhas de Iwo Jima e Okinawa em 1945. Ele foi descomissionado em abril de 1948 após o fim da guerra.
O Texas foi transformando em um navio-museu em seu estado homônimo depois de sair de serviço. Sua administração inicialmente ficou com a Comissão do Couraçado do Texas, porém anos de negligência fizeram a embarcação deteriorar. A administração foi transferida em 1983 para o Departamento de Parques e Vida Selvagem do Texas, que realizou vários reparos pelas décadas seguintes. A Fundação do Couraçado Texas assumiu o controle do navio em 2020 e iniciou um grande plano de reparos e preservação, planejando também realoca-lo para um novo local de exibição.

## Galeria

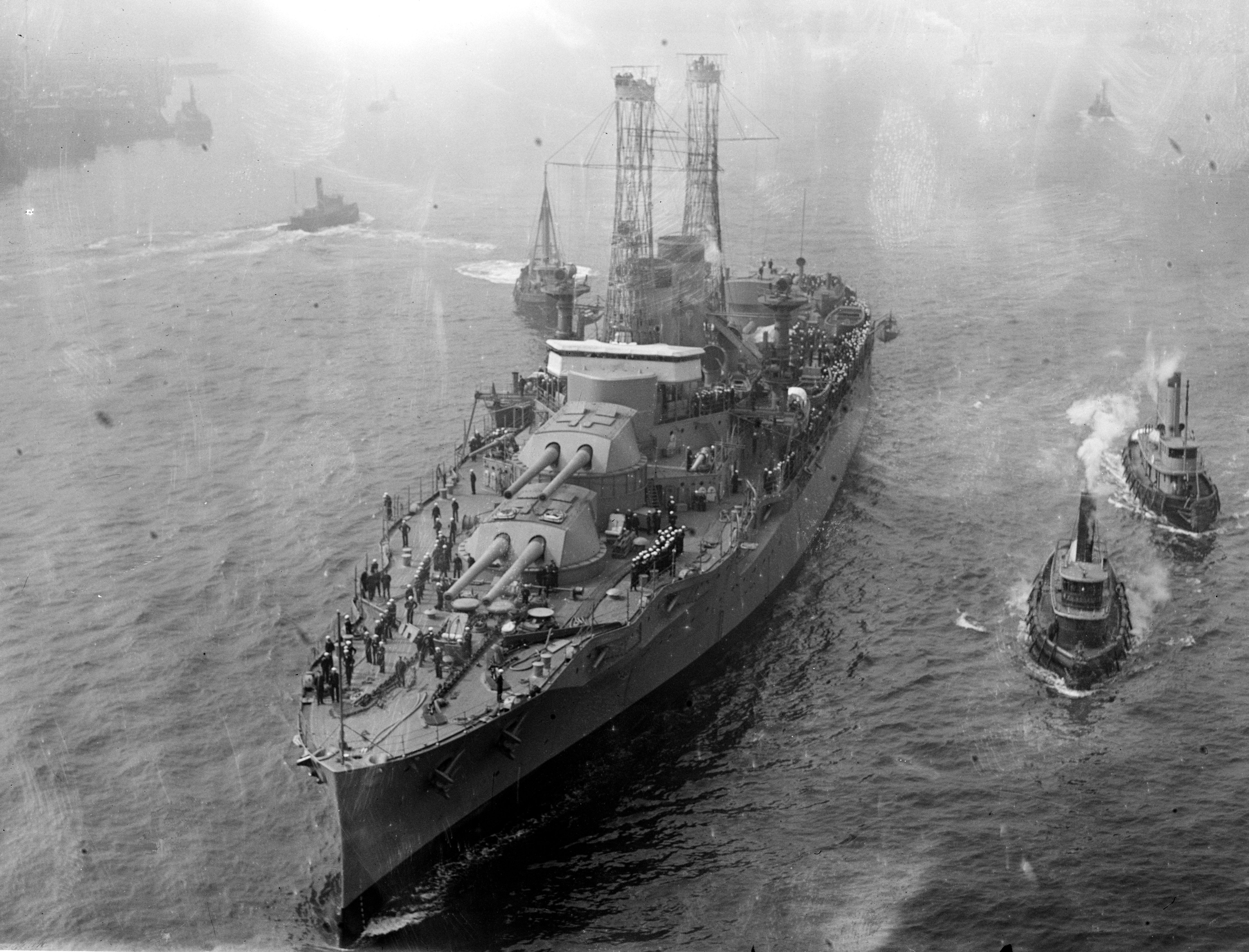
O Texas em 1914.
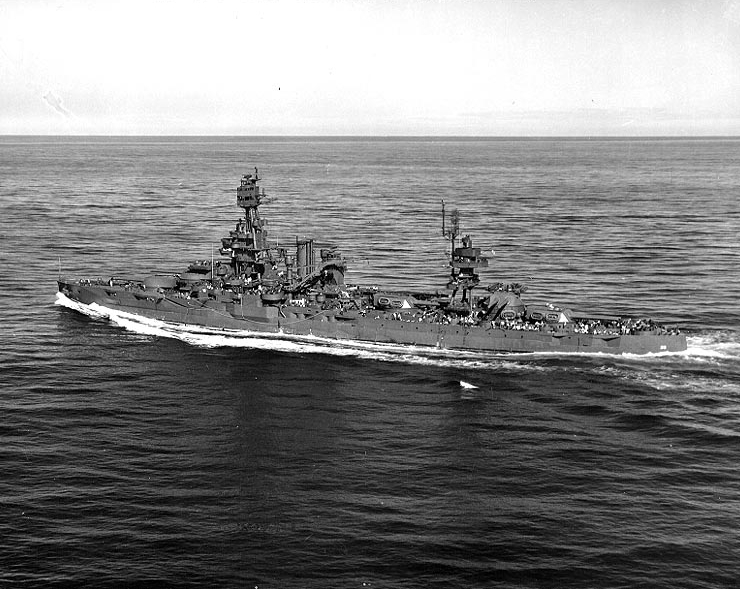
O navio na costa do Havaí em 1945.
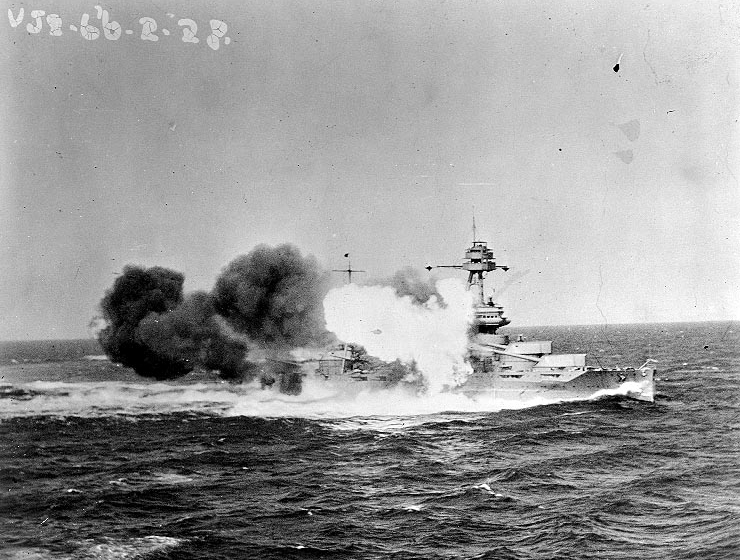
USS Texas disparando seus canhões, 1928.